# Ivajlo Marinov
Ivajlo Marinov (bulgarsk: Ивайло Маринов født 12. juli 1960 i Varna) er en bulgarsk bokser. Under Sommer-OL 1980 i Moskva vandt han bronze i Let-fluevægt og under Sommer-OL 1988 vandt han guld i samme vægtklasse da han vandt over Michael Carbajal. Han blev europæisk mester i 1981, 1983, 1989 og i 1991. Han vandt også sølv i EM i 1985. Han er blevet kåret som Bulgariens bedste bokser i det 20. århundrede af det bulgarske bokseforbund.